# Йозеф Каммгубер
Йозеф Каммгубер (нім. Josef Kammhuber; нар. 19 серпня 1896, Бургкірхен-ам-Вальд, Верхня Баварія, Німецька імперія — пом. 25 січня 1986, Мюнхен), німецький генерал авіації (1 січня 1943), організатор системи протиповітряної оборони Третього Рейху, відомої як «Лінія Каммгубера». Генерал оновленого Люфтваффе ФРН, заступник міністра оборони по авіації. Відіграв величезну роль у формуванні повоєнного Люфтваффе та Об'єднаних Повітряних сил НАТО «Центральна Європа».
Кавалер Лицарського хреста Залізного хреста (9 липня 1941) та Ордена «За заслуги перед Федеративною Республікою Німеччина».

## Ранні роки
Йозеф Каммгубер народився 19 серпня 1896 у громаді Бургкірхен-ам-Вальд, Німецька імперія, в родині фермера. Навчався у Мюнхені в Людвигській гімназії (нім. Ludwigsgymnasium).

## Перша світова війна
Учасник Першої світової війни. 9 серпня 1914 пішов добровольцем на фронт, зарахований до 2-го баварського саперного батальйону, від 1915 — в піхоті. Брав участь у Верденський битві. У 1917 отримав звання лейтенанта; за бойові заслуги нагороджено Залізним хрестом 1-го та 2-го класів.

## Між світовими війнами
Після демобілізації із армії залишився служити в Рейхсвері. Від 1 жовтня 1923 начальник штабу 1-го батальйону 19-го піхотного полку у Мюнхені. Відмовився, як і багато інших офіцерів його полку, виступити проти невдалої спроби Гітлера скоїти державний переворот, не в останню чергу, завдяки участі в ньому генерала Людендорфа. У 1926 закінчив секретні курси офіцерів Генерального штабу в Щтеттині та Берліні. Із 1926 служив у Військовому управлінні, одночасно пройшов підготовку льотчика.
Від початку травня по кінець вересня 1930 перебував у СРСР, де проходив секретну льотну підготовку у авіашколі в Липецьку, на т.з. «Об'єкті „Липецьк“». Від 1 жовтня 1930 по 1 вересня 1933 референт Військового управління. У 1933 переведений до Імперського міністерства авіації (RLM) начальником відділу Організаційного управління. Від 1936 командир винищувальної групи в Дортмунді. У 1937 начальник оперативного відділу штабу 2-го авіаційного округу. Від 1 листопада 1937 служив у Командному управлінні Імперського міністерства авіації, а потім у Генеральному штабі, де був начальником відділу. Від 1 лютого 1938 начальник Організаційного відділу Генерального штабу Верховного командування Люфтваффе (ОКЛ).
У 1938 Гітлер зажадав від Люфтваффе провести термінову модернізацію і збільшити їх потужність. 6 грудня 1938 Герінг довів цю вимогу до всіх начальників відділів RLM. Розрахунки показали, що програма Гітлера потребує 60 мільярдів рейхсмарок, великої кількості стратегічних матеріалів і металу протягом найкоротшого часу. Чиновники RLM вважали, що виконати цю програму до весни 1939 неможливо. Каммгубер же запропонував більш оптимальний план, який мав вартість 20 мільярдів рейхсмарок і який було можливо реально виконати. План отримав назву «Програма Каммгубера». У RLM відбулася спеціальна нарада, на який були присутні генеральний інспектор Люфтваффе і заступник Герінга генерал-оберст Ергард Мільх, начальник Генерального штабу Люфтваффе генерал Ганс-Юрген Штумпф, генерал Ганс Єшоннек, а також Каммгубер. Їх метою було обговорити обидві програми й ухвалити рішення про те, яку з них вибрати. Через 30 хвилин всі проблеми зняв Герінг. Він заявив, що так чи інакше, але програма Гітлера повинна бути виконана і що присутні повинні зробити для цього все в «максимально можливій мірі». Після цього, Каммгубер подав рапорт з проханням відправити його до бойової частини.
У 1939 був призначений спочатку начальником школи сліпих польотів у Везендорфі, а потім начальником авіашколи в Кетені (нім. Kothen).

## Друга світова війна

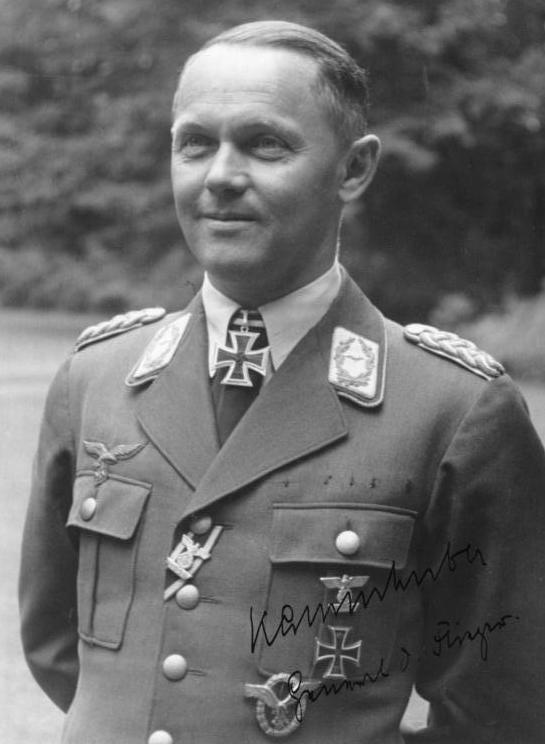
Йозеф Каммгубер, 15 червня 1941

Від 1 жовтня 1939 по 19 січня 1939 начальник штабу 2-го повітряного флоту. Від 26 березня 1940 по 3 червня 1940 командир 51-го бомбардувальної ескадри «Едельвейс» (KG 51), на чолі якого здійснював бомбардування Франції. Був збитий над Парижем на Ju 88A, узятий в полон та ув'язнений до французької в'язниці. Після звільнення, 1 липня 1940 призначений командиром 1-ї дивізії нічних винищувачів (нім. Nachtjagdgeschwader 1, NJG 1). 1 серпня 1941 дивізія перетворена на 12-й авіаційний корпус на чолі з Каммгубером. Корпус складався з нічних винищувачів і його основним завданням було ППО Рейху. Одночасно Каммгубера призначено генерал-інспектором нічної винищувальної авіації.
15 вересня 1943 відсторонено від командування корпусом, а 15 листопада усунений з поста генерал-інспектора. Від 27 листопада 1943 по 16 вересня 1944 командувач 5-м повітряним флотом у Норвегії та Північній Фінляндії. У другій половині 1944 флот зазнав настільки великі втрати, що 10 жовтня 1944 його було розформовано, а Каммгубера переведено до ОКЛ для особливих доручень. Від 2 лютого 1945 особливий уповноважений по боротьбі з чотиримоторними літаками союзників, від 17 березня 1945 — генеральний уповноважений з реактивної авіації.
Організував єдину систему нічної протиповітряної оборони, що стала відомою як «Лінія Каммгубера» та включала в себе радіолокаційні станції, прожектора, зенітну артилерію, в тому числі на баштах ППО та нічні винищувачі.
9 липня 1941 нагороджено Лицарським хрестом Залізного хреста.

## Повоєнний період
3 червня 1945 заарештований американськими військами. Успішно пройшов процес денацифікації та 10 квітня 1948 був звільнений. Розпочав кар'єру виноторгівця. Від 1948 до 1952 працював у Центрі військової історії армії США. Пізніше, на запрошення уряду Хуана Перона, навчав пілотів Аргентинських ВПС.

## Служба у Бундесвері

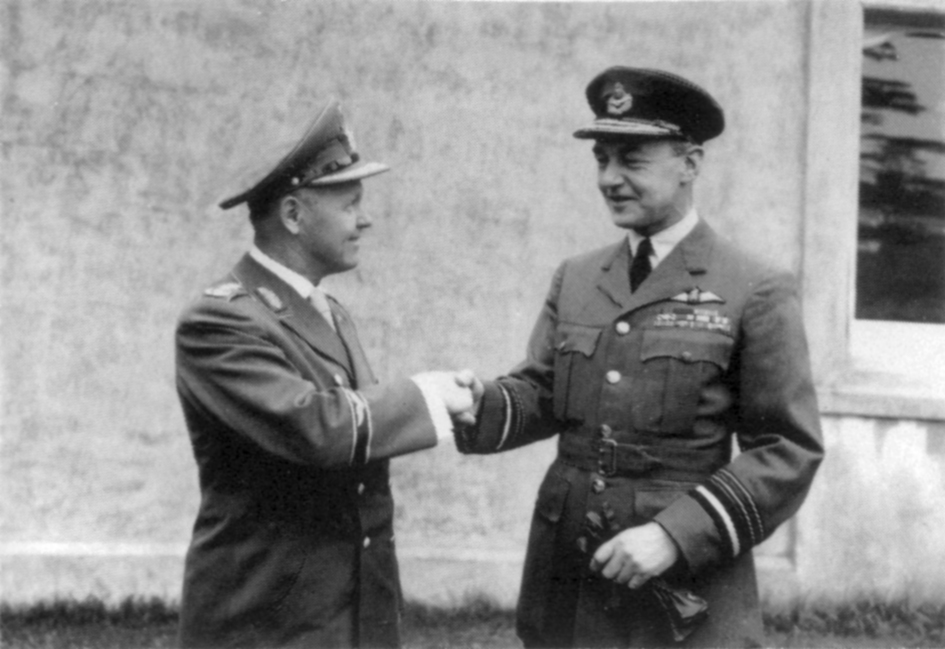
Генерал Йозеф Каммгубер та маршал Королівських повітряних сил сер Томас Пайк (Thomas Pike), жовтень 1956

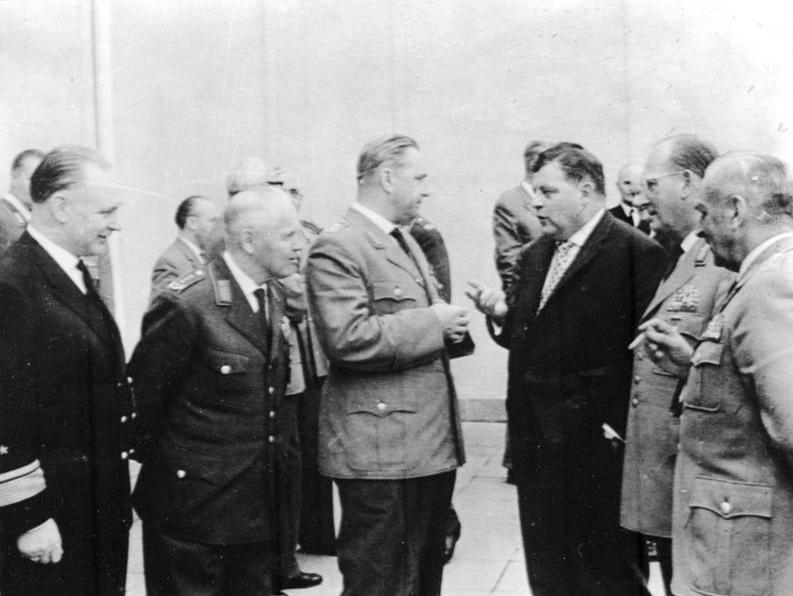
Зліва направо: контр-адмірал Зенкер, генерал Каммгубер, генерал Шнез, федеральний міністр оборони Штраус, командувач об'єднаними сухопутними силами НАТО в Центральній Європі генерал Шпайдель та генерал Фореш

6 червня 1956 присвоєно звання генерал-лейтенанта Бундесверу. При створенні ВПС ФРН у 1956 призначений начальником 6-го відділу Міністерства оборони. В подальшому стає інспектором Люфтваффе; на цій посаді він прослужив до виходу у відставку — 30 вересня 1962. У 1961 отримав звання повного генерала — найвище військове звання Бундесверу.
Є автором кількох книг, присвячених протистоянню німецьких сил ППО і авіації союзників.

## Останні роки
За спогадами сучасників, Йозеф Каммгубер був дуже доброзичливою людиною і енергійним лідером.
Помер 25 січня 1986 в віці 89 років у Мюнхені. Поховано на місцевому Лісовому кладовищі (ділянка 451-Reihe 42-Grab 215).

## Нагороди
За роки служби Йозеф Каммгубер здобув наступні нагороди Німеччини, зокрема періоду Третього Рейху, а також іноземних країн:
| Країна                | Назва отриманої нагороди                                       | Вигляд | Дата нагородження | Військове звання  |
| --------------------- | -------------------------------------------------------------- | ------ | ----------------- | ----------------- |
| Німецька імперія      | Залізний хрест 2-го класу 1914                                 |        | 1917              | лейтенант         |
| Німецька імперія      | Залізний хрест 1-го класу 1914                                 |        | 1917              | лейтенант         |
| Веймарська республіка | Військовий орден «За заслуги» (Баварія) 4-го класу             |        |                   | лейтенант         |
| Третій Рейх           | Медаль «За вислугу років у Вермахті» 4-го ступеня              |        |                   |                   |
| Третій Рейх           | Згадування у щоденній доповіді Вермахтберіхт                   |        | 10 квітня 1941    | генерал-майор     |
| Третій Рейх           | Лицарський хрест Залізного хреста                              |        | 9 липня 1941      | генерал-майор     |
| Третій Рейх           | Планка бомбардувальника                                        |        |                   |                   |
| Третій Рейх           | Згадування у щоденній доповіді Вермахтберіхт                   |        | 27 березня 1942   | генерал-лейтенант |
| Третій Рейх           | Згадування у щоденній доповіді Вермахтберіхт                   |        | 31 травня 1942    | генерал-лейтенант |
| Третій Рейх           | Застібка до Залізного хреста 2-го класу 1914                   |        |                   |                   |
| Третій Рейх           | Застібка до Залізного хреста 1-го класу 1914                   |        |                   |                   |
| Третій Рейх           | Знак Пілота                                                    |        |                   |                   |
| Третій Рейх           | Почесний хрест ветерана війни                                  |        |                   |                   |
| Третій Рейх           | Комбінований Знак Пілот-Спостерігач з діамантами               |        | [ 13 ]            |                   |
| Італія                | Великий офіцер Ордена За заслуги перед Італійською Республікою |        | 10 березня 1958   | генерал-лейтенант |
| США                   | Легіон Заслуг (Командор)                                       |        | 2 серпня 1961     |                   |
| ФРН                   | Орден «За заслуги перед Федеративною Республікою Німеччина»    |        | 21 серпня 1962    | повний генерал    |

## Військові звання
| Країна                | Дата присвоєння | Звання                       |
| Німецька імперія      | 1917            | лейтенант                    |
| Веймарська республіка |                 | капітан                      |
| Третій Рейх           | 1936            | майор                        |
| Третій Рейх           | грудень 1938    | оберст                       |
| Третій Рейх           | 16 жовтня 1940  | генерал-майор                |
| Третій Рейх           | 1940            | генерал-лейтенант            |
| Третій Рейх           | 1 січня 1943    | генерал авіації              |
| ФРН                   | 6 червня 1956   | генерал-лейтенант Бундесверу |
| ФРН                   | 1961            | повний генерал               |

### Виноски
1. ↑  Доброволець — людина, що за власним бажанням, добровільно, стала до діючої армії або узявся за власною згодою за якусь справу. Близьке за змістом поняття — волонтер